# جوش هولمز
جوش هولمز (بالإنجليزية: Josh Holmes)‏ (و. 1987  م) هو لاعب اتحاد الرغبي، من أستراليا، ولد في سيدني، يلعب كسكروم وسط ‏.

## روابط خارجية
- جوش هولمز على موقع سلسلة سباعيات الرغبي العالمية - رجال (الإنجليزية)
- جوش هولمز على موقع ItsRugby.co.uk (الإنجليزية)